# Kombinat Industrielle Tierproduktion
Das VE Kombinat Industrielle Tierproduktion Berlin war ein Kombinat in der Deutschen Demokratischen Republik.
Die Betriebe des Kombinats waren für die Zucht und Mast von Nutztieren und die Produktion von Hühnereiern zuständig. Das Kombinat entstand 1984 aus der VVB Industrielle Tierproduktion, welcher verschiedene Kombinate Industrielle Mast (KIM) zugeordnet waren. Die KIM wurden nach der Gründung des Kombinats Industrielle Tierproduktion in Kombinatsbetriebe dieses Kombinats umgewandelt.
Einer der größten Betriebe des Kombinats war der VEB Schweinezucht und -mast Eberswalde (SZME) in Lichterfelde, der das Schlacht- und Verarbeitungskombinat Eberswalde (SVKE) belieferte. Die SZME besaß rund 190.000 Tierplätze und beschäftigte 800 Mitarbeiter. Die intensive Tierhaltung stellte, an diesem wie auch an anderen Betriebsstandorten, stark erhöhte Anforderungen an die Klärkapazitäten der Abwasserentsorgung. Im Betrieb in Lichterfelde fielen jährlich rund 1 bis 1,3 Millionen Kubikmeter Gülle an.
Das Kombinat unterstand dem Ministerium für Land-, Forst- und Nahrungsgüterwirtschaft. Weitere zentral geleitete Kombinate im Zuständigkeitsbereich dieses Ministeriums sind in der Liste von Kombinaten der DDR aufgeführt.
Im Zuge der Wende und der anschließenden Wiedervereinigung wurde das Kombinat 1990 aufgelöst, und seine Betriebe wurden privatisiert. 

## Zugehörige Betriebe
Zum Kombinat gehörten zuletzt die folgenden Betriebe: 
- VEB Broiler- und Frischeierproduktion Hermsdorfer Kreuz
- VEB Broiler- und Frischeierproduktion Möckern
- VEB Broiler- und Gänseproduktion Mockrehna
- VEB Broilerproduktion Altglienicke
- VEB Broilerproduktion Grimmen
- VEB Broilerproduktion Storkow
- VEB Entenzucht und -produktion Seddin
- VEB Frischeier Broiler Schweinemast Falkensee
- VEB Frischeier- und Broilerproduktion Königs Wusterhausen
- VEB Frischeierproduktion Banzkow
- VEB Frischeierproduktion Bernau
- VEB Frischeierproduktion Gutenberg
- VEB Frischeierproduktion Neubukow
- VEB Frischeierproduktion Neukirchen
- VEB Frischeierproduktion Radeburg
- VEB Frischeierproduktion Roggosen
- VEB Frischeierproduktion Taucha
- VEB Frischeierproduktion Wandersleben
- VEB Geflügelausrüstungen Perleberg
- VEB Ingenieurbüro für Geflügelwirtschaft Berlin-Kaulsdorf
- Ingenieurschule für Tierproduktion Oranienburg
- VEB Institut für Geflügelwirtschaft Merbitz
- VEB Kälbermast Herzfelde
- VEB Linienzuchtbetrieb Leghennen Deersheim
- VEB Puten- und Gänseproduktion Neuglienicke
- VEB Putenzucht und -produktion Großtreben
- VEB Rindermast Delitzsch
- VEB Rindermast Ferdinandshof
- VEB Rindermast Gera
- VEB Rindermast Hohen Wangelin
- VEB Rindermast Klein Wanzleben
- VEB Schweinezucht und -mast Borna
- VEB Schweinezucht und -mast Eberswalde
- VEB Schweinezucht und -mast Haßleben
- VEB Schweinezucht und -mast Neustadt/Orla
- VEB Spezialbau Friedersdorf
- VEB Verpackungsmittel Beeskow
- VEB Zucht- und Vermehrungsbetrieb für Legehennen Spreenhagen